# 今野栄喜
今野 栄喜（こんの えいき、1924年3月15日 - 2015年11月11日）は、旭化成副社長、蝶理社長。2015年、肺炎により91歳で死去。第69第衆議院議長の伊藤宗一郎とは旧制古川中学校（現・宮城県古川高等学校）の同級生。

## 略歴
- 宮城県加美郡加美町出身[2]。
- 宮城県古川高等学校卒業（1940年[5]）
- 東京大学法学部卒業[2]
- 旭化成入社。
- 取締役就任。
- 取締役副社長就任。
- 蝶理代表取締役社長就任。

## 論文
- 今野栄喜「事業部制下の人事部門の役割--旭化成の現状と今後の方向--特集・長期人事計画」『労務研究』第13巻第11号、日本労務研究会、1960年11月、20-25頁。[6]